# Notholopisca californica
Notholopisca californica är en insektsart som först beskrevs av Knight 1933.  Notholopisca californica ingår i släktet Notholopisca och familjen ängsskinnbaggar. Inga underarter finns listade i Catalogue of Life.